# مک‌لارن ۷۲۰اس
مک‌لارن ۷۲۰اس (به انگلیسی: McLaren 720S) یک خودروی اسپورت است که توسط مک‌لارن، خودروساز بریتانیایی، طراحی و ساخته شده است. این خودرو، دومین خودرو از «سری سوپر» شرکت مک‌لارن است که با معرفی در ۷ مهٔ ۲۰۱۷ در نمایشگاه خودرو ژنو، جایگزین مدل ۶۵۰اس شده است. شاسی کربنی مونوکوک ۷۲۰اس در مقایسه با شاسی مدل ۶۵۰اس، دارای وزن کمتر و استحکام بیشتر است.
در طراحی ۷۲۰اس از خودروهایی نظیر مک‌لارن اف۱ و مک‌لارن پی۱ الهام گرفته شده است، چنان‌که درهای آن همانند مدل اف۱ به‌صورت پروانه‌ای باز شده و نمای عقب آن شباهت زیادی به مدل پی۱ دارد.
مدل جی‌تی۳ مک‌لارن ۷۲۰اس در سال ۲۰۱۹ برای شرکت در مسابقات جی‌تی۳، جایگزین خودروی ۶۵۰اس جی‌تی۳ شد. همچنین در سال ۲۰۱۸ مدل سقف-باز ۷۲۰اس نیز با نام ۷۲۰اس اسپایدر توسط شرکت مک‌لارن معرفی شد. علاوه بر این مدل‌ها، مک‌لارن چندین نسخهٔ ویژه از ۷۲۰ اس با تولید محدود را نیز به مناسبت‌های مختلف به بازار عرضه کرده است.
نسخهٔ دیگری از این خودرو که توسط شرکت مک‌لارن در سال ۲۰۱۹ ارائه شد، نسخهٔ اسباب‌بازی الکتریکی این خودرو است که به گفتهٔ مک‌لارن، توان پیشرانهٔ برقی آن برای حمل یک سرنشین بالغ نیز کافی است.
۷۲۰اس در سال ۲۰۱۹ عنوان «بهترین خودروی عملکردی جهان» را کسب کرده است و یک بار نیز در سال ۲۰۲۰ به‌دلیل خطر آتش‌سوزی به کارخانه فراخوانده شده است.

## تاریخچه
۷۲۰اس نخستین بار در نمایشگاه خودروی ژنو ۲۰۱۷ رونمایی شد. این خودرو در زمان رونمایی، به‌عنوان جانشین مدل ۶۵۰اس و نخستین مدل از ۱۵ خودروی جدید مک‌لارن معرفی شد که طبق اعلام مدیرعامل این شرکت قرار است تولید آن تا سال ۲۰۲۲ ادامه داشته باشد. ۷۲۰اس اولین خودروی مک‌لارن از زمان بازگشایی مجدد این کارخانه در سال ۲۰۱۱ است که در قالب یک مدل کاملاً جدید جایگزین یکی از مدل‌های اصلی این شرکت شده است. توسعهٔ این مدل، طبق اعلام شرکت مک‌لارن با ۹۱٪ از قطعات کاملاً جدید، از سال ۲۰۱۳ و پیش از معرفی مدل پیشین یعنی ۶۵۰اس آغاز شده‌بود. عدد ۷۲۰ که در نام این خودرو به‌کار رفته است، به قدرت خروجی موتور ۴٫۰ لیتری آن که برابر با ۷۲۰ اسب بخار متری (۷۱۰ اسب بخار) است، اشاره دارد. نخستین دستگاه از مک‌لارن ۷۲۰اس در آوریل ۲۰۱۷ از کارخانهٔ مک‌لارن در ووکینگ انگلستان خارج شد.
در ژوئن ۲۰۱۸، یک نمونهٔ مقیاس کامل از مک‌لارن ۷۲۰اس ساخته‌شده از ۲۸۰٬۰۰۰ قطعهٔ لگو در موزه خودروی پیترسن به نمایش درآمد. زمان صرف‌شده برای ساخت این نمونه، ۲۰ برابر بیشر از زمان لازم برای تولید نمونهٔ واقعی و دست‌ساز آن بوده که برابر با ۱۲ روز کاری است.

## مشخصات فنی

### پیشرانه
مک‌لارن ۷۲۰اس به موتور جدید مک‌لارن با نام ام۸۴۰تی مجهز است. موتور وی۸ با توربوی دوگانه با حجم موتور ۴ لیتر (۳٬۹۹۴ سانتی‌متر مکعب)، که در واقع نمونهٔ بازطراحی شده از موتور قبلی ۳٫۸ لیتری ام۸۳۸تی است، توانایی تولید ۷۲۰ اسب بخار متری (۷۱۰ اسب بخار؛ ۵۳۰ کیلووات) نیرو در دور موتور ۷٬۰۰۰ دور بر دقیقه را دارد. جهت افزایش حجم موتور، طول سفر پیستون‌ها به میزان ۳٫۶ میلیمتر افزایش یافته و ۴۱٪ از قطعات موتور نیز جدید هستند. گشتاور تولیدی این پیشرانه نیز برابر با ۷۷۰ نیوتن متر (۵۶۸ پوند-فوت) در دور موتور ۵٬۵۰۰ دور بر دقیقه می‌باشد.

### تعلیق
سیستم تعلیق «کنترل شاسی پرو اکتیو ۲» مورد استفاده در ۷۲۰اس، نسخه‌ای پیشرفته‌تر از نمونهٔ به کار رفته در مدل ۶۵۰اس است، با این تفاوت که وزن آن نسبت به نسخهٔ پیشین ۱۶ کیلوگرم (۳۵ پوند) کاهش یافته است. این سیستم در نسخهٔ جدید در بر دارندهٔ شتاب‌سنج در بالا، و حسگر فشار در بالا و پایین هر کمک‌فنر است تا برای بهبود تنظیمات لحظه‌ای سیستم تعلیق، اطلاعات دقیقی را به رایانهٔ مرکزی این خودرو منتقل کند. این سیستم تعلیق بر اساس نتایج یک تحقیق در دانشگاه کمبریج طراحی شده است.

### شاسی
شاسی یک‌پارچه فیبر کربنی ۷۲۰اس، که ساختار سقف خودرو را نیز شامل می‌شود، بر اساس فناوری و قواعد مورد استفاده در نمونهٔ مونوکیج نصب شده در مدل پی۱ ساخته شده است؛ با این حال وزن این شاسی نسبت به نمونهٔ پیشین ۱۸ کیلوگرم (۴۰ پوند) سبک‌تر بوده و با نام مونوکیج ۲ شناخته می‌شود. استفاده از این شاسی، امکان نصب درهای پروانه‌ای با فضای بیشتر برای ورود و خروج راحت‌تر سرنشینان را فراهم کرده است. از دیگر مزیت‌های استفاده از این نوع شاسی، می‌توان به باریک‌تر شدن ستون‌های سقف، و در نتیجه بهبود میدان دید راننده اشاره کرد. از همین شاسی در خودروهای اسپورت سنا و اسپیدتیل نیز استفاده شده است.

### فضای داخلی

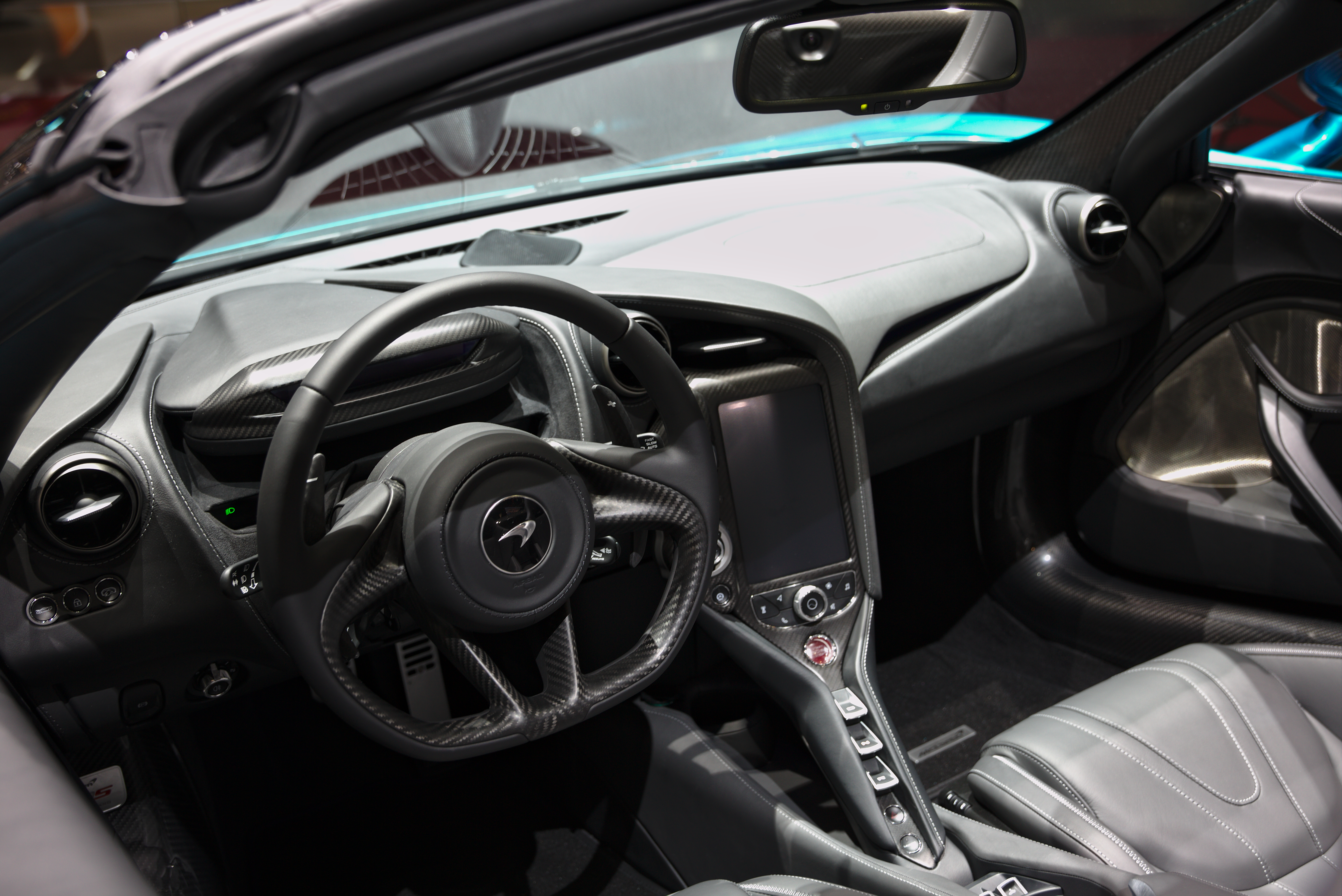
فضای داخل کابین

فضای داخلی این خودرو به گونه‌ای طراحی شده است که ترکیبی از عناصر مدرن با عناصر الهام‌گرفته از خودروهای مسابقه‌ای باشد. تودوزی فضای داخلی مک‌لارن ۷۲۰ است که از جنس چرم ویرت و آلکانتارا بوده و از تزئیناتی از جنس الیاف کربن برخوردار است، از امکاناتی است که به‌طور استاندارد برای ۷۲۰اس ارائه می‌شود. سیستم صوتی باورز اند ویلکینز نیز از دیگر امکانات استاندارد این خودرو است. صندلی‌های ثابت ساخته‌شده از فیبر کربن از امکانات انتخابی برای این خودرو محسوب می‌شوند. طراحی فضای داخل کابین ۷۲۰اس بر رانندهٔ خودرو متمرکز است و این موضوع در نمایشگر دیجیتال پشت فرمان، که در صورت قرار دادن خودرو در حالت پیست، به یک نمایشگر باریک جهت نمایش اطلاعات حیاتی به راننده تبدیل می‌شود، بازتاب یافته است. نمایشگر لمسی کنسول میانی با زاویه‌ای دورتر نسبت به راننده قرار گرفته، اما کنترل‌های روی کنسول به گونه‌ای طراحی شده‌اند که راننده به آسانی به آن‌ها دسترسی داشته‌باشد.

### عملکرد
بر پایهٔ اعلام شرکت مک‌لارن، ۷۲۰اس دارای شتاب ۰–۱۰۰ کیلومتر بر ساعت (۰–۶۲ مایل بر ساعت) ۲٫۸ ثانیه و ۰–۲۰۰ کیلومتر بر ساعت (۰–۱۲۴ مایل بر ساعت) ۷٫۵ ثانیه بوده و مسافت ۴۰۰ متر (۱⁄۴ مایل) را در مدت ۱۰٫۲ ثانیه و با حداکثر سرعت ۲۳۱ کیلومتر بر ساعت (۱۴۴ مایل بر ساعت) طی می‌کند. همچنین بیشینه سرعت این خودرو به ۳۴۱ کیلومتر بر ساعت (۲۱۲ مایل بر ساعت) می‌رسد. فرمان‌پذیری ۷۲۰اس با استفاده از سیستم کنترل شاسی پرو اکتیو ۲ مک‌لارن بهبود یافته است. مک‌لارن ۷۲۰اس همچنین در میان حالت‌های مختلف قابل انتخاب رانندگی، دارای حالت دریفت نیز می‌باشد که با ایجاد تغییراتی در سامانهٔ کنترل پایداری، اجازهٔ لیز خوردن چرخ‌ها و در نتیجه انجام دریفت را به خودرو می‌دهد.

### بازدهی
طبق اعلام شرکت مک‌لارن، خودروی ۷۲۰اس، با تولید ۲۴۹ گرم گاز CO۲ (دی‌اکسید کربن) در هر کیلومتر، و مصرف سوخت ترکیبی ۱۰٫۷ لیتر بر ۱۰۰ کیلومتر، درمقایسه با مدل ۶۵۰اس، دارای ۱۰٪ بازدهی بیشتر است.

## طراحی و تولید

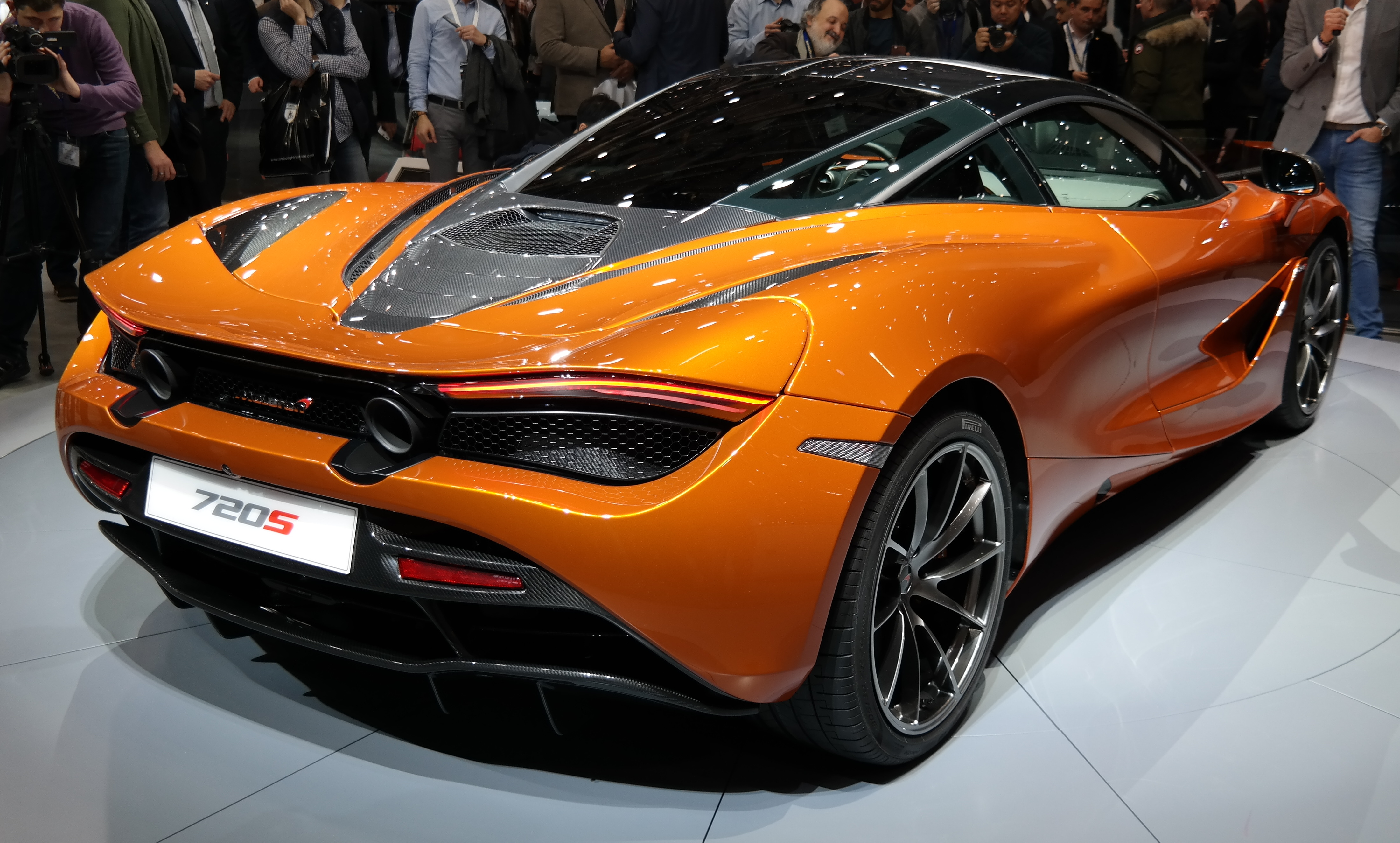
نمای عقب مک‌لارن ۷۲۰اس

فرایند توسعهٔ مک‌لارن ۷۲۰اس از سال ۲۰۱۳ و پیش از معرفی مدل ۶۵۰اس آغاز شد. این مدل، نخستین خودروی تولیدشدهٔ مک‌لارن پس از سپردن سرپرستی بخش طراحی این شرکت به رابرت ملویل است که نخستین بار در نمایشگاه خودروی ژنو در مارس ۲۰۱۷ رونمایی شد و سپس تولید آن در آوریل همان سال در کارخانهٔ مک‌لارن واقع در ووکینگ، انگلستان آغاز شد. تمامی خودروهای مک‌لارن در این کارخانه و به‌صورت دست‌ساز تولید می‌شوند. خط تولید جدید برای مدل ۷۲۰ اس نیز در همین مجموعه و در کنار مقر تیم فرمول یک مک‌لارن قرار دارد و تولید آن به‌صورت دستی ۱۲ روز کاری به‌طور می‌انجامد. ۷۲۰اس دارای درهای پروانه‌ای با دو لولا و بسیاری عناصر طراحی دیگر الهام‌گرفته از مک‌لارن اف۱ است. ورودی‌های هوایی که در زیر چراغ‌های جلو مخفی شده‌اند، وظیفهٔ هدایت هوای ورودی به سمت دو رادیاتور کوچک در جلوی چرخ‌ها را بر عهده دارند. درهای خودرو نیز شامل کانال‌های هوایی می‌شوند که جریان هوا را مستقیماً به سوی موتور می‌برند. در بخش عقب خودرو، چراغ‌های باریک از نوع ال‌ئی‌دی به چشم می‌خورند که مشابه نمونه‌های بکار رفته در خودروی مک‌لارن پی۱ هستند، از دیگر موارد قابل اشاره در بخش عقب نیز می‌توان به دو لولهٔ دایره‌ای اگزوز اشاره کرد. طراحی بدنهٔ ۷۲۰اس، که با الهام از کوسه سفید انجام گرفته است، شامل کابین راننده به شکل قطرهٔ اشک است. تمامی عناصر بکار رفته در طراحی بیرونی ۷۲۰اس، در نهایت به بهبود نیروی رو به پایین این خودرو به میزان ۵۰٪ نسبت به مدل ۶۵۰اس منجر شده است. در فضای داخلی این خودرو از تزئیناتی از جنس فیبر کربن استفاده شده است؛ علاوه بر این، صفحهٔ نشانگرهای پشت فرمان نیز به گونه‌ای طراحی شده که در حالت پیست، برای تمرکز بیشتر راننده بر اطلاعات حیاتی، جمع‌شده و به یک نمایشگر باریک تبدیل می‌شود. در تودوزی کابین نیز از چرم ویر و آلکانتارا استفاده شده است.

## نقد و بررسی
مک‌لارن ۷۲۰اس بارها توسط نشریات خودرویی مختلف مورد آزمایش‌های طولانی‌مدت قرار گرفته است. اندرو فرانکل از مجلهٔ اتوکار که در سال ۲۰۱۹ برای شش ماه با این خودرو رانندگی کرده و آن را تحت آزمون‌های مختلفی قرار داده است، میدان دید راننده در این خودرو را «استثنائی» دانسته و با مقایسهٔ آن با لامبورگینی اونتادور اس‌وی‌جی، رانندگی با ۷۲۰اس را نسبت به اونتادور آسان‌تر یافته است. به عقیدهٔ او، ۷۲۰اس در خیابان نسبت به ب‌ام‌و آی۸ توجه کمتری را به خود جلب می‌کند. فرانکل این خودرو را به‌طور کلی «قابل اعتماد» ارزیابی کرده است، اما معتقد است که این خودرو در تحویل قدرت کمی کُند عمل می‌کند. اریک استافورد از مجلهٔ کار اند درایور نیز همانند فرانکل میدان دید این خودرو را «عالی» ارزیابی کرده است و تجربهٔ کلی فرمان‌پذیری آن را نشانی از «بی‌رقیب» بودن مک‌لارن در ساخت شاسی می‌داند. لارنس اولریچ از وبگاه درایو نیز در سال ۲۰۱۹ این خودرو را هم در پیست مسابقه و هم در بزرگراه‌ها و جاده‌های ایالات متحده مورد آزمایش قرار داده است. به گفتهٔ او، شیشهٔ گوریلا که در درها و سقف ۷۲۰اس به‌کار رفته، در چندین نمونهٔ تولیدی این خودرو، از جمله خودروی مورد آزمایش او دچار شکستگی شده است.
به گفتهٔ ژورنالیست‌هایی که ۷۲۰اس اسپایدر را مورد بررسی قرار داده‌اند، برخلاف بیشتر خودروهای عملکردی سقف‌باز که نسبت به مدل سقف‌ثابت خود از عملکرد ضعیف‌تری برخوردار هستند، مک‌لارن ۷۲۰اس اسپایدر از بازدهی تقریباً یکسان با ۷۲۰اس استاندارد با سقف ثابت بهره‌مند است. طبق آزمایش‌های انجام‌شده، شتاب ۰ تا ۹۷ کیلومتر بر ساعت (۰ تا ۶۰ مایل بر ساعت) و زمان لازم برای طی مسافت ۱⁄۴ مایل در مدل اسپایدر تنها ۰٫۱ ثانیه نسبت به مدل استاندارد کندتر است و حداکثر سرعت آن نیز با مدل استاندارد برابر است.

## مدل‌ها

### ۷۲۰اس ولاسیتی
تنها یک روز پس از رونمایی از ۷۲۰اس، بخش عملیات ویژهٔ مک‌لارن خودروی مک‌لارن ۷۲۰اس ولاسیتی را معرفی کرد. رنگ‌آمیزی این مدل شامل ترکیبی از رنگ‌های قرمز نرلو و قرمز وولکانو است و کاپوت آن نیز از الیاف کربن ساخته شده است. علاوه بر این‌ها، رینگ‌های چرخ نیز از جنس آلومینیوم سبک‌وزن بوده و به رنگ برنزی متالیک رنگ‌آمیزی شده‌اند. فضای داخل کابین ولاسیتی از تزئینات فیبر کربنی بهره‌مند بوده و در بخش‌هایی از آن از رنگ قرمز استفاده شده است. برای تودوزی فضای داخلی ۷۲۰اس ولاسیتی نیز از پارچهٔ آلکانتارا به رنگ مشکی کربنی استفاده شده است.

### ۷۲۰اس جی‌تی۳

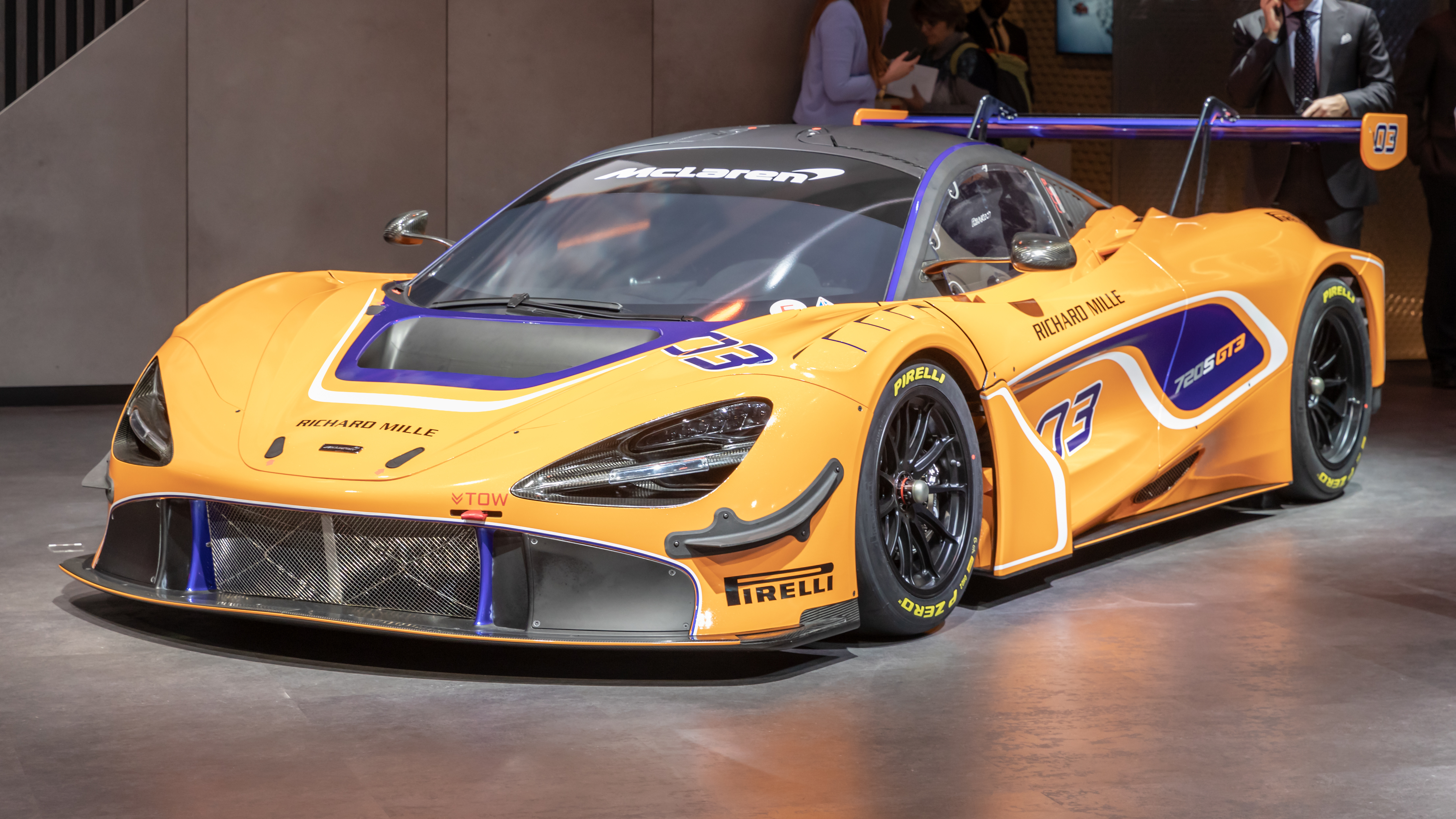
مک‌لارن ۷۲۰اس جی‌تی۳

خودروی مک‌لارن ۷۲۰اس جی‌تی۳ در اوت ۲۰۱۸ در پبل بیچ کانکورز دلیگانس به عنوان جایگزینی برای مدل ۶۵۰اس جی‌تی۳ معرفی شد. با وجود اینکه این خودرو بر اساس مدل جاده‌ای ۷۲۰اس ساخته شده است، اما ۹۰٪ قطعات آن مورد بازبینی و بهبود قرار گرفته‌اند. این مدل همانند مدل جاده‌ای از موتور ۴٫۰ لیتری وی۸ تویین توربو بهره‌مند است که با تجدید نظر در برخی قطعات داخلی موتور، منحنی بازهٔ تولید گشتاور آن بهبود یافته است. جعبه‌دندهٔ ۶ سرعتهٔ ترتیبی مورد استفاده در ۷۲۰اس جی‌تی۳ به یک فعال‌کنندهٔ دندهٔ الکتریکی مجهز شده، و دیفرانسیل با لغزش محدود، سامانهٔ کنترل لغزش قابل تنظیم از داخل کابین، و یک سیستم ترمز جدید با سامانهٔ ضد قفل نیز به تجهیزات آن اضافه شده‌اند.
به دلیل قوانین فدراسیون بین‌المللی اتومبیل‌رانی مبنی بر ممنوعیت استفاده از بالهٔ عقب فعال در مسابقات جی‌تی۳، بالهٔ عقب چند حالتهٔ ۷۲۰اس، که در نسخهٔ جاده‌ای از طریق ایجاد مقاومت در مقابل جریان هوا به عمل ترمزگیری نیز کمک می‌کند، در مدل جی‌تی۳ با یک بالهٔ ثابت بزرگ جایگزین شده است.
این خودرو که تنها به صورت فرمان چپ عرضه شده است، در داخل کابین خود به یک رول کیج استاندارد سازمان فیا مجهز است. از سایر خصوصیات فضای داخلی ۷۲۰اس جی‌تی۳ نیز می‌توان به صندلی‌هایی با باله‌های جانبی محافظ سر، کمربندهای مسابقه‌ای، و یک سیستم کامل اطفای حریق اشاره کرد.
در زمان معرفی این خودرو، قیمت آن برای مشتریان آمریکایی برابر با ۵۶۴٬۰۰۰ دلار اعلام شد. همهٔ نمونه‌های تولیدی از این مدل به‌صورت دست‌ساز در کارخانهٔ اختصاصی شرکت مک‌لارن برای ساخت خودروهای مسابقه‌ای جی‌تی در ووکینگ ساخته‌شده و برای مسابقات فصل ۲۰۱۹ برای خریداری در دسترس تیم‌های شرکت‌کننده در این مسابقات قرار گرفتند.

### ۷۲۰اس اسپایدر

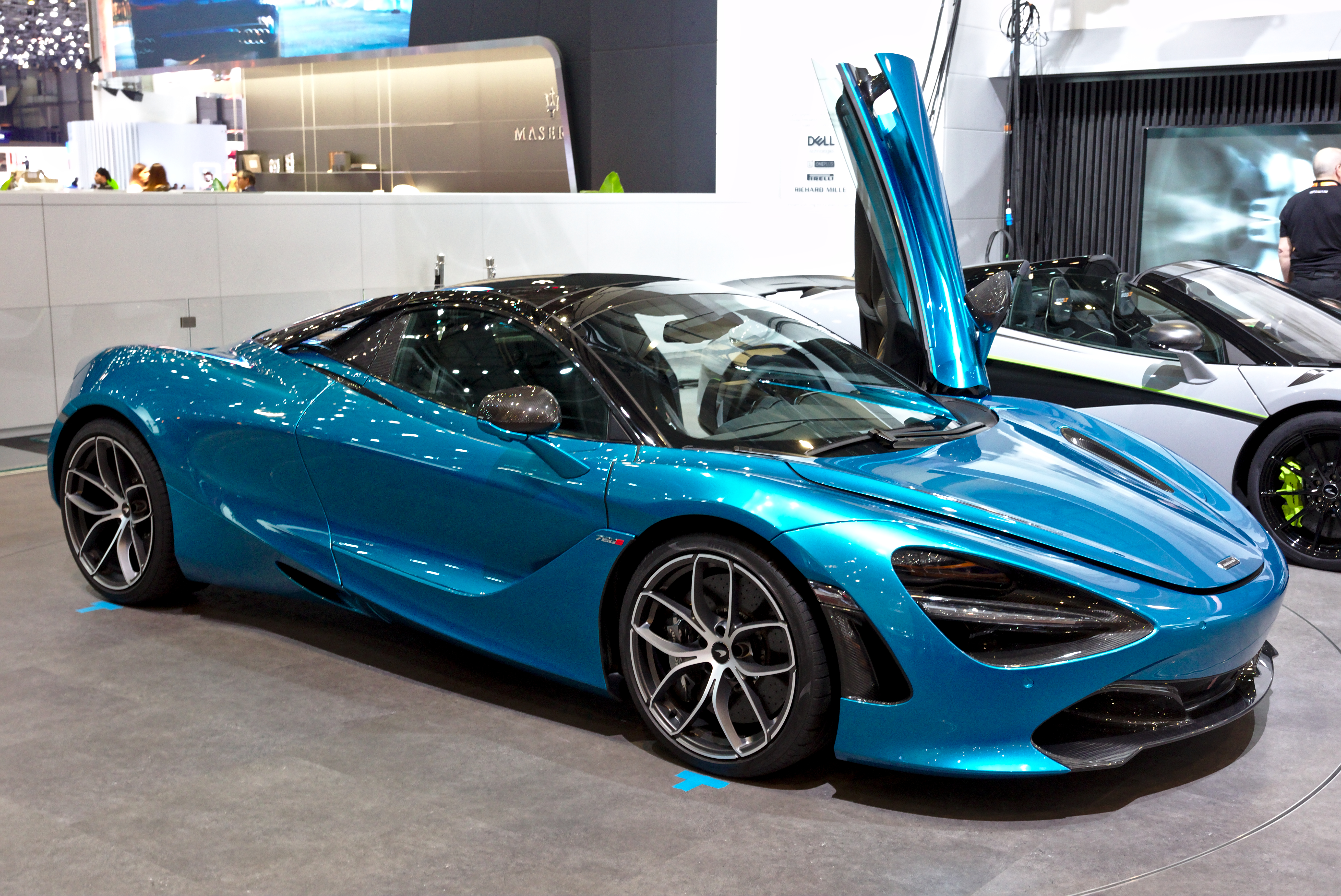
مک‌لارن ۷۲۰اس اسپایدر در نمایشگاه خودرو ژنو ۲۰۱۹

نمونهٔ سقف-باز مک‌لارن ۷۲۰اس با نام ۷۲۰اس اسپایدر در ۸ دسامبر ۲۰۱۸، و طی یک رویداد اینترنتی رونمایی شد. مک‌لارن با کاهش وزن افزوده‌شده به واسطهٔ استفاده از سقف پیچیده‌تر به میزان ۴۹ کیلوگرم، وزن مدل اسپایدر را به ۱۳۳۲ کیلوگرم رسانده است که به گفتهٔ شرکت مک‌لارن، ۸۸ کیلوگرم «در مقایسه با نزدیک‌ترین رقیب خود (فراری ۴۸۸ اسپایدر)، سبک‌تر است».
طبق اعلام شرکت مک‌لارن، شتاب ۰ تا ۱۰۰ کیلومتر بر ساعت این خودرو ۲٫۸ ثانیه بوده و شتاب ۰ تا ۲۰۰ کیلومتر بر ساعت آن معادل ۷٫۹ ثانیه است که نسبت به مدل کوپه، برای دستیابی به این سرعت به ۰٫۱ ثانیه زمان بیشتر نیاز دارد. بیشینه سرعت ۷۲۰اس اسپایدر با سقف بسته همانند مدل کوپه به ۳۴۱ کیلومتر بر ساعت می‌رسد. اما در صورت بازبودن سقف، حداکثر سرعت آن به ۳۲۵ کیلومتر بر ساعت، که برابر با حداکثر سرعت فراری ۴۸۸ اسپایدر است، کاهش می‌یابد.

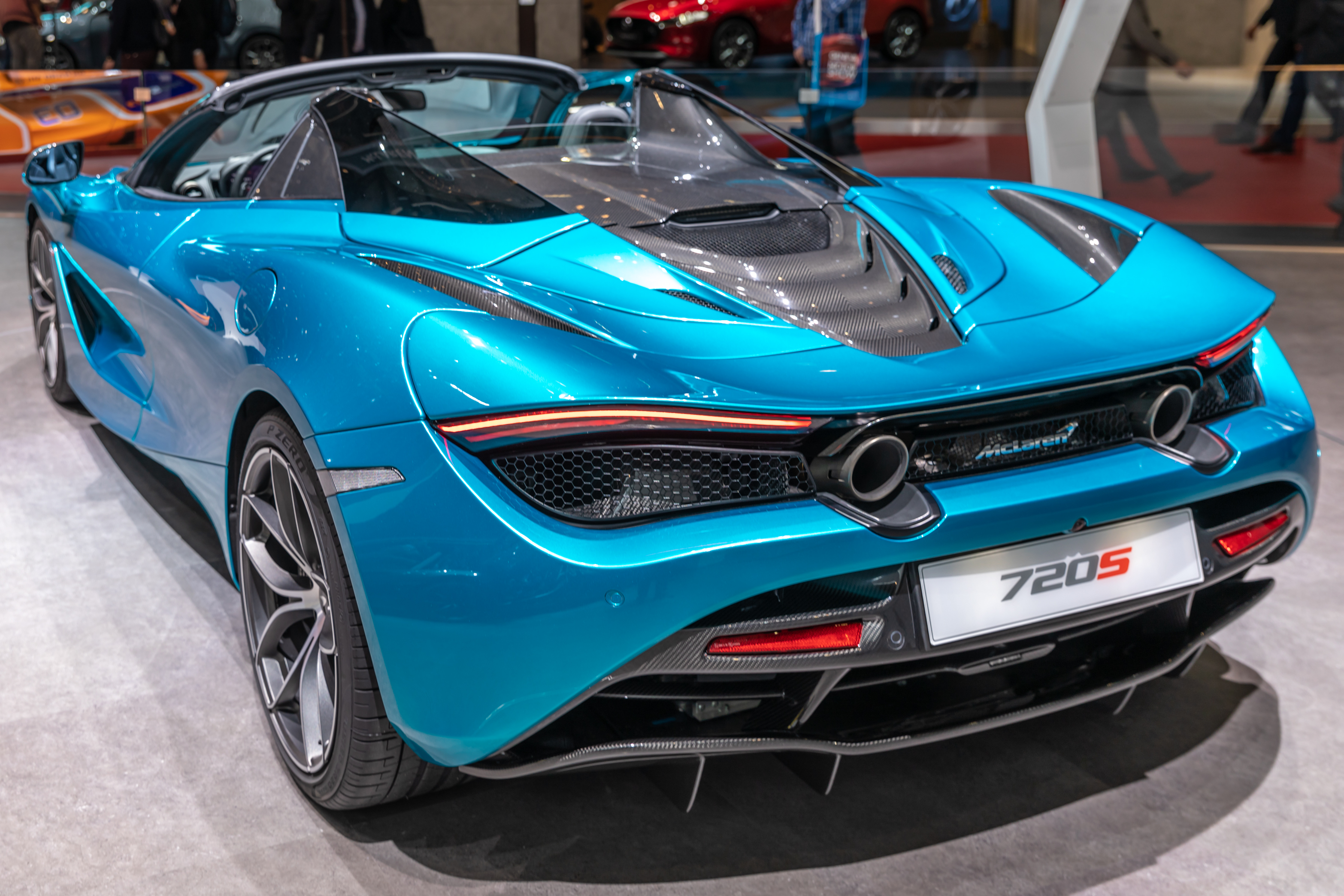
نمای عقب ۷۲۰اس اسپایدر

سقف متحرک این خودرو به صورت یکپارچه از جنس فیبر کربن ساخته‌شده و به یک موتور الکتریکی به جای سیستم هیدرولیکی مجهز است، و برای جمع شدن به ۱۱ ثانیه زمان نیاز دارد که نسبت به مدل پیشین خود، یعنی ۶۵۰اس اسپایدر، ۶ ثانیه سریعتر است. حداکثر سرعت مجاز برای بازکردن یا بستن سقف این خودرو ۵۰ کیلومتر بر ساعت است که نسبت به سرعت مجاز ۳۰ کیلومتر بر ساعت برای ۶۵۰اس اسپایدر، بهبود یافته است. خریداران مدل اسپایدر می‌توانند با پرداخت مبلغ اضافه سقف شیشه‌ای الکتروکرومیک را برای خودروی خود سفارش دهند. شفافیت این سقف شیشه‌ای تنها با فشردن یک دکمه در دو حالت مختلف برای کاهش نفوذ نور قابل تنظیم است؛ در حالت اول شفافیت شیشهٔ سقف به میزان ۳۰٪، و در حالت دوم ۹۰٪ کاهش می‌یابد.
۷۲۰اس اسپایدر همانند همتای کوپهٔ خود از موتور ۴٫۰ لیتری وی۸ تویین توربو، و جعبه‌دندهٔ ۷ سرعته بهره‌مند بوده که دارای قابلیت تنظیم در سه حالت راحت، اسپورت و پیست است. این خودرو در سه تیپ استاندارد، عملکردی و لوکس عرضه شده و ۲۳ رنگ مختلف برای بدنه، که رنگ‌های آبی بلیز، طلایی آزتک، و نقره‌ای سوپرنووا را نیز شامل می‌شوند، برای آن ارائه شده است. قیمت مک‌لارن ۷۲۰اس اسپایدر در ایالات متحده معادل ۳۱۵٬۰۰۰ دلار بوده و تحویل خودروها به مشتریان از ماه مارس ۲۰۱۹ آغاز شده است.

### ۷۶۵ال‌تی

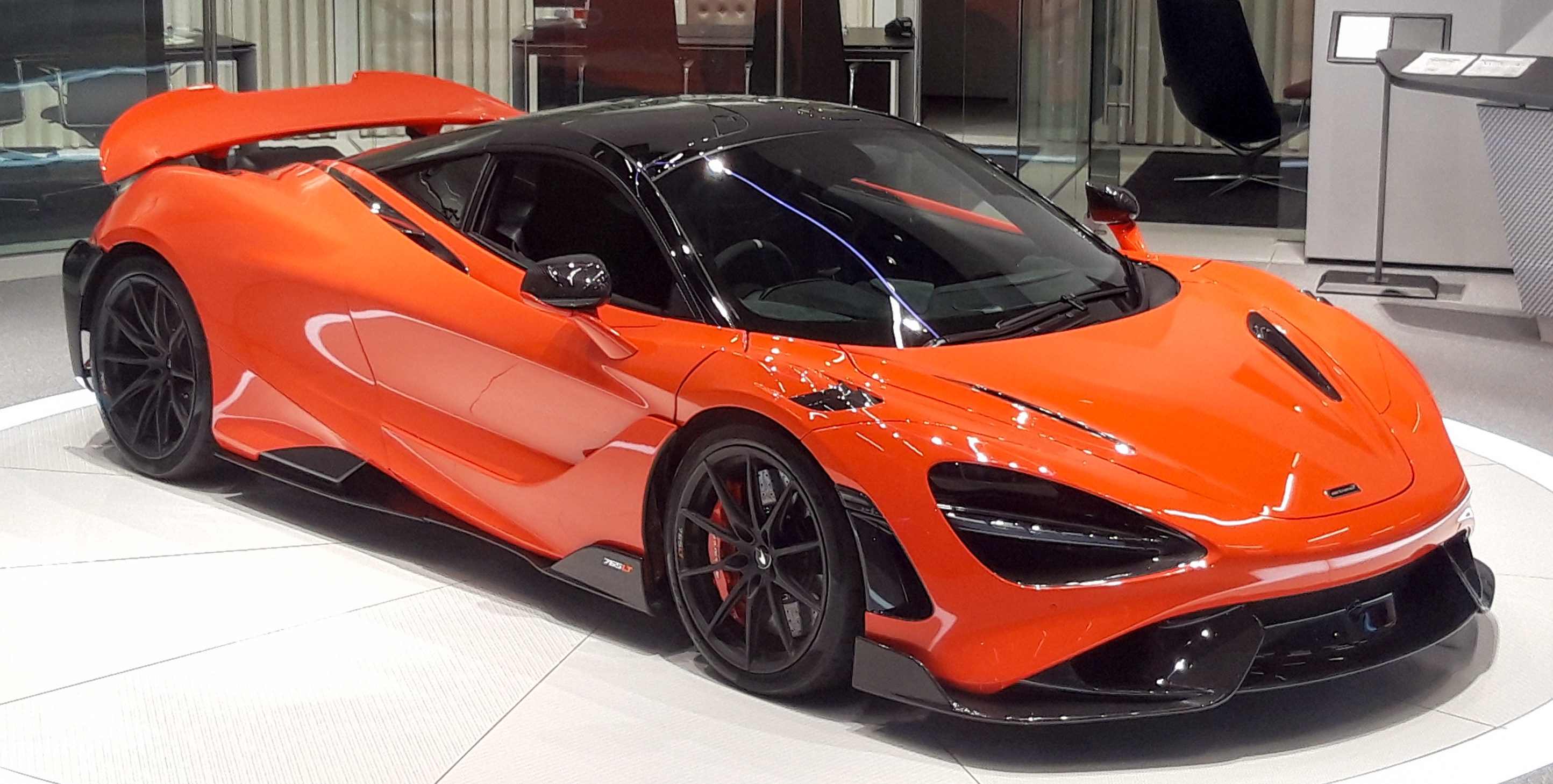
مک‌لارن ۷۶۵ال‌تی

مدل ۷۶۵ال‌تی که در ۳ مارس ۲۰۲۰ رونمایی شد، نسخه‌ای از خودروی ۷۲۰اس با تمرکز بر قابلیت‌های مسابقه‌ای بوده و به‌عنوان یک خودروی طویل در سری سوپر مک‌لارن، جایگزین مدل ۶۷۵ال‌تی شده است. توان موتور ام۸۴۰تی در این مدل به ۷۶۵ اسب بخار متری (۵۶۳ کیلووات؛ ۷۵۵ اسب بخار) در ۷٬۵۰۰ دور بر دقیقه و گشتاور آن به ۸۰۰ نیوتن متر (۵۹۰ پوند-فوت) در دور موتور ۵٬۵۰۰ دور بر دقیقه رسیده است. امکان دستیابی به این توان و گشتاور به‌واسطهٔ پمپ سوخت با ظرفیت بیشتر، پیستون‌های آلومینیومی آهنگری‌شده و واشر سرسیلندر سه‌لایه متعلق به مدل سنا میسر شده است. بیشینهٔ سرعت ۷۶۵ال‌تی با کمی کاهش، از ۳۴۱ کیلومتر بر ساعت (۲۱۲ مایل بر ساعت) در مدل پایه ۷۲۰اس، به ۳۳۰ کیلومتر بر ساعت (۲۱۰ مایل بر ساعت) رسیده است. دلیل این کاهش سرعت، نیروی پسار بیشتری است که به‌واسطهٔ قطعات جدید ایجادکنندهٔ نیروی رو به پایین ایجاد می‌شود؛ اگرچه ۷۶۵ال‌تی با وزن ۱٬۳۳۹ کیلوگرم (۲٬۹۵۲ پوند) در سبک‌ترین حالت خود، همچنان ۸۰ کیلوگرم (۱۸۰ پوند) از ۷۲۰اس سبک‌تر بوده و شتاب ۰–۱۰۰ کیلومتر بر ساعت (۰–۶۲ مایل بر ساعت) آن، که برابر با ۲٫۷ ثانیه است نیز از ۷۲۰اس سریع‌تر است. کالیپرهای ترمز مدل سنا با پرداخت مبلغ اضافه برای این مدل نیز در دسترس هستند؛ مک‌لارن مدعی است که این ترمزها نسبت به انواع کربن سرامیکی مرسوم دارای چهار برابر رسانندگی گرمایی بیشتر هستند. تایرهای پیرلی پی زیرو تروفیو آر به‌طور استاندارد برای این خودرو ارائه می‌شوند. تغییرات اعمال‌شده در سیستم تعلیق شامل کاهش ارتفاع خودرو به میزان ۵ میلیمتر (۰٫۲ اینچ)، استفاده از فنرهای اصلی سبک‌وزن و واحدهای «کمک‌کننده» ثانویه به‌همراه سامانه کنترل شاسی پرو اکتیو بروزرسانی‌شده می‌شوند. به‌منظور دستیابی به ۲۵٪ نیروی رو به پایین بیشتر نسبت به ۷۲۰اس، قطعات آیرودینامیکی بدنه شامل ورودی‌های هوای روی سپر جلو، اسپلیتر بزرگ‌تر در جلو و یک بالهٔ فعال طویل‌تر در عقب، که البته منجر به کاهش میزان عایق‌کاری صدا می‌شود، از نو طراحی شده و شیشه‌هایی با ضخامت کمتر دسته‌موتورهای خشک‌تر مورد استفاده قرار گرفته‌اند. بخش عقب خودرو همچنین میزبان چهار خروجی اگزوز است که کاملاً از تیتانیم ساخته شده‌اند و این مدل را از مدل ۷۲۰ متمایز می‌کنند. این مدل به تعداد محدود ۷۶۵ دستگاه تولید خواهد شد و تحویل آن به خریداران از اکتبر ۲۰۲۰ آغاز می‌شود.

### نسخه‌های ویژه
- ۷۲۰اس اسپا ۶۸[ذ] که در سال ۲۰۱۸ رونمایی شد، به تعداد محدود تنها ۳ دستگاه به تولید رسید. این مدل جهت بزرگداشت پنجاهمین سالگرد نخستین پیروزی مک‌لارن در مسابقات فرمول یک در مسابقهٔ بلژیک فصل ۱۹۶۸ طراحی شده است. در آن مسابقه، بروس مک‌لارن با خودروی مک‌لارن ام۴ای[ر] در پیست اسپا پیروز مسابقه شد و نخستین پیروزی مک‌لارن در این مسابقات را رقم زد. بدنهٔ نارنجی‌رنگ این مدل با الهام از رنگ خودروی ام۴ای مک‌لارن در فصل ۱۹۶۸ انتخاب شده است و مسیر پیست اسپا به شکلی که در آن زمان طرح‌بندی شده‌بود، به رنگ نقره‌ای بر روی بدنهٔ مدل اسپا ۶۸ حک شده است.[۴۴][۴۵]
- ۷۲۰اس ام‌اس‌او ایپکس[ز] نسخه‌ای از این خودرو با تولید محدود است که در سال ۲۰۱۹ معرفی شد. مدل ام‌اس‌او ایپکس که تنها ۱۵ دستگاه از آن عرضه شد، برای بزرگداشت موفقیت‌های تیم مک‌لارن در مسابقات اتومبیل رانی ساخته شد.[۴۶] پنج طراحی و رنگ مختلف با الهام از کشورهای میزبان پیروزی‌های مک‌لارن در مسابقات برای این مدل در نظر گرفته شده‌اند و علاوه بر کاهش وزن به میزان ۲۴ کیلوگرم (۵۳ پوند)، نسخهٔ ام‌اس‌او ایپکس از قطعات فیبر کربنی بیشتر در بدنه، نورپردازی فضای موتور و رینگ‌های آلیاژی ۱۰پرهٔ فوق سبک نیز برخوردار است. نام این خودرو به پیچ‌های معروف پیست‌های اتومبیل‌رانی اشاره دارد که هر طرح آن نیز ویژهٔ یکی از این پیچ‌ها است. پیست‌های اتومبیل‌رانی که این پنج نسخه بر پایه پیچ‌های مشهور آن‌ها طراحی شده‌اند شامل پیست سیلورستون در انگلستان، هوکنهایمرینگ در آلمان، پل ریکارد در فرانسه، اسپا-فرانکورشان در بلژیک و مونتزا در ایتالیا هستند.[۴۷][۴۸]
- ۷۲۰اس لمانز[ژ] در ژوئن ۲۰۲۰ عرضه شد. این نسخه جهت بزرگداشت بیست و پنجمین سالگرد نخستین پیروزی مک‌لارن با خودروهای اف۱ جی‌تی‌آر در مسابقات ۲۴ ساعته لمانز در سال ۱۹۹۵ و تنها به تعداد ۵۰ دستگاه تولید می‌شود. ۷۲۰اس لمانز که تنها در دو رنگ نارنجی و خاکستری عرضه می‌شود، در فضای داخلی از صندلی‌های مسابقه‌ای با پوشش آلکانتارا و نشان‌وارهٔ بیست و پنجمین سالگرد لمانز بر روی این صندلی‌ها برخوردار است. مشخصات فنی این نسخه از جمله توان و گشتاور پیشرانه و عملکرد آن با مدل پایهٔ ۷۲۰اس یکسان است و شماره شناسایی همهٔ ۵۰ دستگاه از این نسخه با عدد ۲۹۸–تعداد دورهای طی‌شده توسط خودروی اف۱ جی‌تی‌آر پیروز در مسابقهٔ ۱۹۹۵–آغاز می‌شود.[۴۹][۵۰]

### ۷۲۰اس اسباب‌بازی
در ۲۷ ژوئن ۲۰۱۹ مک‌لارن یک نسخهٔ اسباب‌بازی برقی از مدل ۷۲۰اس را معرفی کرد. به گفتهٔ مک‌لارن، این نسخه برای کودکان سه تا شش ساله طراحی شده است. با این حال در ویدئوی تبلیغاتی آن اشاره شده است که نیروی موتور برقی آن برای حرکت به همراه یک سرنشین بالغ در پشت فرمان نیز کافی است. این نمونهٔ اسباب‌بازی در رنگ‌های مختلفی همچون نارنجی آزروس، آبی بلیز، بنفش لانتانا، مشکی اونیکس، آبی ماوین، سفید سیلیکا، خاکستری ساروس، و رنگ معروف مک‌لارن یعنی پاپایا اسپارک (نارنجی) عرضه می‌شود. این مدل دارای قطعات پلاستیکی مشابه فیبر کربن، خروجی‌های اگزوز نمایشی، رینگ‌های ستاره‌ای پنج‌پره، و چراغ‌های فعال بوده، و درهای آن نیز همانند مدل جاده‌ای به‌صورت پروانه‌ای باز می‌شوند.
این خودروی اسباب‌بازی دارای سوییچ و پدال گاز است که در صورت فشردن این پدال صدای شبیه‌سازی شدهٔ موتور وی۸ مدل اصلی از بلندگوهای خودرو پخش می‌شوند. نیروی محرکهٔ این نسخه به‌وسیلهٔ یک پیشرانهٔ برقی تأمین می‌شود، و یک ریموت کنترل از راه دور نیز برای استفاده توسط اولیای کودک جهت کنترل خودرو، برای آن در نظر گرفته شده است. در داخل کابین این مدل از یک سامانهٔ سرگرمی چندرسانه‌ای با نمایشگر بر روی داشبورد استفاده شده که قابلیت پخش فیلم را نیز دارا بوده و به‌طور پیش‌فرض مجموعه‌ای از موسیقی‌های مناسب کودکان بر روی حافظهٔ آن قرار گرفته است. همچنین با استفاده از درگاه یواس‌بی و کارت اس‌دی می‌توان ویدئوها و قطعات موسیقی شخصی را نیز به این سیستم منتقل و پخش کرد.
قیمت اعلام شده برای ۷۲۰اس اسباب‌بازی معادل ۴۰۰ دلار است.

## ۷۵۰اس (۲۰۲۳–)
مک‌لارن ۷۵۰اس جانشین ۷۲۰اس است و قرار است آخرین مدل خودروسازی مک‌لارن باشد که صرفاً از موتور احتراق داخلی نیرو می‌گیرد. این خودرو که اساساً نسخهٔ فیس‌لیفت‌شدهٔ ۷۲۰اس است، دارای طراحی مجدد جلو و عقب و افزایش قدرت به ۷۵۰ اسب بخار پی‌اس (۷۴۰ اسب بخار) است. ۷۵۰اس همچنین ۳۰ کیلوگرم (۶۶ پوند) سبک‌تر از ۷۲۰اس است. به‌گفتهٔ مک‌لارن، حدود ۳۰ درصد از قطعات در مقایسه با ۷۲۰اس به‌روز شده‌اند. دیگر تغییرات مکانیکی شامل طراحی مجدد سیستم اگزوز مرکز خروجی همگرا، ورودی‌های هوای بزرگ‌تر، نسبت جعبه‌دنده درایو نهایی ۱۵ درصد کوتاه‌تر و نسبت فرمان سریع‌تر است. در فضای داخلی، یک سامانه اطلاعات سرگرمی جدید ۸ اینچی با اپل کارپلی اضافه شده است.

## عملکرد در بازار

### قیمت
قیمت گونه‌های مختلف ۷۲۰اس در سال ۲۰۲۰ در نمودار زیر آمده است:
| مدل             | قیمت در سال ۲۰۲۰ (دلار) |
| --------------- | ----------------------- |
| کوپه پایه       | ۳۰۱٬۵۰۰                 |
| کوپه لوکس       | ۳۱۳٬۶۳۰                 |
| کوپه عملکردی    | ۳۱۳٬۶۳۰                 |
| اسپایدر         | ۳۱۷٬۵۰۰                 |
| اسپایدر لوکس    | ۳۲۹٬۶۳۰                 |
| اسپایدر عملکردی | ۳۲۹٬۶۳۰                 |

### فروش
پیش از تولید نخستین دستگاه از مک‌لارن ۷۲۰اس، ۱٬۴۰۰ دستگاه از این خودرو پیش‌فروش شده‌بود. فروش سری سوپر مک‌لارن در ایالات متحده آمریکا، که شامل مدل ۷۲۰اس نیز می‌شود، به‌تفکیک سال در جدول زیر آمده است:
| سال  | تعداد (دستگاه) |
| ---- | -------------- |
| ۲۰۱۷ | ۳۱۳            |
| ۲۰۱۸ | ۷۸۲            |
| ۲۰۱۹ | ۸۸۰            |
| ۲۰۲۰ | ۴۵۷            |

از مدل ۷۲۰اس، که نخستین مدل از نسل دوم سری سوپر است، مجموعاً ۲۱۸ دستگاه در سال ۲۰۱۷ و ۳۲۹ دستگاه در سال ۲۰۱۹ در اروپا به‌فروش رسیده است. در سال ۲۰۱۸، مجموع فروش خودروهای مک‌لارن در ایالات متحده به ۱٬۵۶۹ دستگاه رسید که ۷۸۲ دستگاه آن از سری سوپر بودند. این تعداد، برابر با ۳۲٫۶٪ از کل فروش جهانی این شرکت بود که نسبت به سال ۲۰۱۷، ۴۴٪ افزایش یافته‌بود. تا پیش از سال ۲۰۱۸، دو سوم از فروش خوردوهای مک‌لارن را خودروهای سری اسپورت و یک سوم دیگر آن را خودروهای سری سوپر تشکیل می‌دادند. با این حال، به گفتهٔ تونی جوزف مدیر مک‌لارن آمریکای شمالی، در سال ۲۰۱۸ و با عرضهٔ مدل ۷۲۰اس که در سری سوپر قرار دارد، این آمار به ۵۰–۵۰ نزدیک‌تر شد. پس از معرفی مدل‌های ۵۷۰اس و ۷۲۰اس در چین، فروش خودروهای مک‌لارن در بازار این کشور در سال ۲۰۱۸ رشدی معادل ۱۲۲٫۵ درصد را تجربه کرد و در تا ابتدای سال ۲۰۱۹، ۷٪ از مجموع فروش جهانی مک‌لارن را به خود اختصاص داده‌بود. به‌طور کلی، تمامی مدل‌های مک‌لارن که در کارخانهٔ این شرکت در انگلستان تولید می‌شوند، به ۴۰ بازار منطقه‌ای در جهان صادر می‌شوند.
با گشایش نمایندگی‌های فروش جدید در مناطقی نظیر بلویو، واشینگتن و تروی، میشیگان در آمریکای شمالی، سائو پائولو در برزیل، لیدز و هارتفیلد در انگلستان، افتتاح دومین مرکز فروش در توکیو، و تأسیس نخستین نمایندگی‌ها در کشورهای لتونی و لهستان، مجموع مراکز فروش مک‌لارن در سطح جهان در سال ۲۰۲۰ به ۸۵ مرکز رسیده است.

### فراخوان‌ها
در آوریل ۲۰۲۰، شرکت مک‌لارن تعداد ۲۷۶۳ دستگاه از خودروهای تولیدی خود را به‌دلیل خطر آتش‌سوزی به کارخانه فراخواند. دلیل این فراخوان، که علاوه بر مدل‌های سنا، جی‌تی و ۵۷۰جی‌تی، شامل مدل ۷۲۰اس نیز می‌شد، وجود یک لایه فوم در زیر باک بنزین خودروها بود که ممکن بود با جذب آب باعث زنگ‌زدگی و خوردگی مخزن بنزین، نشت بنزین به بیرون و آتش‌سوزی شود.

## جوایز
- خودروی سال مجلهٔ اوو در سال ۲۰۱۷[۶۷][۶۸]
- کسب عنوان «زیباترین ابرخودروی سال» در ۲۰۱۷ در جشنواره بین‌المللی اتومبیل پاریس[۶۹][۷۰]
- جایزه طراحی «بهترینِ بهترین‌ها» از رد دات در مهٔ ۲۰۱۸[۷۱][۷۲]
- کسب عنوان جهانی خودرو برای «بهترین خودروی عملکردی جهان» در سال ۲۰۱۹ و همزمان با برگزاری نمایشگاه بین‌المللی خودروی نیویورک[۷۳]